# 8 december
8 december is de 342ste dag van het jaar (343ste in een schrikkeljaar) in de gregoriaanse kalender. Hierna volgen nog 23 dagen tot het einde van het jaar.

## Gebeurtenissen
- Algemeen
  - 1537 - In Honduras wordt de stad Santa María de la Nueva Valladolid, (ofwel Comayagua) gesticht.
  - 1703 - De kapel op de begraafplaats Het Heilige Kruis in Zwolle stort in tijdens een hevige storm.[1]
  - 1863 - Brand in de Iglesia de la Compañía 1863 in Santiago de Chile. Dodelijkste gebouwbrand in de moderne geschiedenis. Tussen 2000 en 3000 doden.
  - 1881 - Het Ringtheater te Wenen brandt af (zie Ringtheaterbrand).[1]
  - 1965 - Bij wet wordt Claus van Amsberg genaturaliseerd tot Nederlander.[1]
  - 2023 - De Belgische ontwikkelaar van computerspellen Larian Studios uit Gent ontvangt 6 awards voor het spel Baldur's Gate 3 bij The Game Awards. The Game Awards zijn de belangrijkste prijzen in de computerspelindustrie. Nooit eerder viel een computerspel uit België zoveel eer ten deel.[2][3][4]
- Criminaliteit en veiligheid
  - 1991 - In Enschede wordt de eerste voetbalmoord in Nederland gepleegd. De 21-jarige Erik Lassche wordt door een Feyenoordhooligan met een messteek om het leven gebracht.
  - 2016 - In Laren wordt de misdaadverslaggever en crimineel Martin Kok doodgeschoten.
- Economie
  - 1860 - Oprichting van de nv Gemeentekrediet van België.
- Infrastructuur
  - 1966 - De Griekse veerboot Heraklion zinkt in de Egeïsche Zee waarbij 220 mensen omkomen.[1]
- Kunst en cultuur
  - 1915 - De Canadese legerarts John McCrae schrijft het wereldberoemd geworden gedicht 'In Flanders Fields' over de verschrikkingen van de Eerste Wereldoorlog.
  - 1980 - Om tien minuten voor elf in de avond wordt poplegende John Lennon voor zijn huis in het Dakota gebouw aan 72nd Street in New York vermoord door Mark David Chapman.[1]
  - 1989 - De later met een Gouden Kalf bekroonde film De avonden van regisseur Rudolf van den Berg gaat in première.
  - 2004 - Dimebag Darrell wordt tijdens een optreden op het podium vermoord door Nathan Gale.
- Media
  - 1996 - De commerciële Nederlandse zender Sport 7 zendt voor het laatst uit.
  - 2007 - In Nederland wordt het 5de Junior Eurovisiesongfestival gehouden.
- Muziek
  - 1976 - The Eagles brengen Hotel California uit, een van de best verkopende albums aller tijden.[1]
- Oorlog
  - 1914 - Slag om de Falklandeilanden tussen Verenigd Koninkrijk en Duitsland.[1]
  - 1917 - De Turken, onder bevel van Erich von Falkenhayn, plannen een aanval op de Britse linies van Edmund Allenby. De Slag om Jeruzalem is begonnen.
  - 1941 - Het Congres van de Verenigde Staten verklaart Japan de oorlog. Alleen de vrouwelijke afgevaardigde Jeannette Rankin stemt tegen. Ook Engeland en Australië verklaren Japan de oorlog.
  - 1941 - Nederland verklaart Japan de oorlog nadat Japan Britse en Amerikaanse gebieden aanvalt.[1]
  - 1941 - In het concentratiekamp Chełmno bij Łódź gebruikt Duitsland voor het eerst op vrachtwagens gemonteerde gaskamers om joden te vermoorden.
  - 1944 - Bij een overval op de Leeuwarder gevangenis Blokhuispoort worden 51 verzetsmensen bevrijd.
- Politiek
  - 592 - Suiko wordt de eerste keizerin die over Japan regeert nadat keizer Sushun door aanhangers van de Soga-clan is vermoord.[1]
  - 877 - Lodewijk de Stamelaar wordt in Compiègne door bisschop Hincmar van Reims tot koning gekroond van het West-Frankische Rijk.
  - 1862 - Met het Verdrag van Dappes vindt er een grenscorrectie plaats tussen Frankrijk en Zwitserland.
  - 1982 - In Suriname worden 15 critici van het bewind van Desi Bouterse - voornamelijk journalisten, vakbondsmensen en advocaten - vermoord (zie Decembermoorden).
  - 1984 - Ondertekening te Togo van de derde Overeenkomst (Lomé III) tussen de Europese Gemeenschap en 66 landen in Afrika, het Caraïbisch gebied en de Stille Oceaan (ACS).
  - 1987 - Ondertekening van het INF-verdrag te Washington, door de Amerikaanse president Ronald Reagan en de Sovjetleider Michail Gorbatsjov.
  - 1991 - Leiders van Rusland, Wit-Rusland en Oekraïne tekenen het Akkoord van Bialowieza waarmee een eind komt aan de Sovjet-Unie, en waarmee het Gemenebest van Onafhankelijke Staten start.
  - 1993 - De Amerikaanse president Bill Clinton tekent het North American Free Trade Agreement (NAFTA).
  - 1994 - De Amerikaanse president Bill Clinton tekent een wet waardoor de Verenigde Staten deelnemen in het General Agreement on Tariffs and Trade (GATT).
  - 1994 - Parlementsleden van de voormalige Mozambikaanse guerrillabeweging Renamo lopen weg uit de eerste zitting van het parlement sinds de verkiezingen van eind oktober vanwege de beslissing van de door de Frelimo gedomineerde volksvergadering om in het openbaar een nieuwe voorzitter te kiezen.
  - 1999 - Rusland en Wit-Rusland sluiten een unieverdrag. Beide landen moeten tegen 2005 een gemeenschappelijke munt hebben.
  - 2015 - President Nicolás Maduro van Venezuela roept zijn ministers op hun posities ter beschikking te stellen. Het vertrek moet de weg vrijmaken voor "een proces van vernieuwing", aldus de socialistische leider.
  - 2021 - Olaf Scholz wordt door het Duitse parlement verkozen tot bondskanselier en volgt daarmee Angela Merkel op.[5]
- Religie
  - 400 v. Chr. - Bodhi -Verlichting van Siddharta Gautama onder Bodhi boom.
  - 1590 - Kroning van Paus Gregorius XIV in Rome.
  - 1700 - Kroning van Paus Clemens XI in Rome.
  - 1854 - Paus Pius IX vaardigt het dogma van de Onbevlekte Ontvangenis uit, dat belijdt dat de Maagd Maria geboren is zonder erfzonde.
  - 1864 - Encycliek Quanta Cura van Paus Pius IX, waarin hij gewetensvrijheid, godsdienstvrijheid en scheiding van kerk en staat veroordeelt. Toegevoegd is een lijst van 80 dwalingen, de Syllabus Errorum.
  - 1869 - Paus Pius IX opent het Eerste Vaticaans Concilie.
  - 1961 - Heroprichting van het Bisdom Antwerpen in België, dat eerder bestond van 1559 tot 1801. De naam van het Aartsbisdom Mechelen wordt gewijzigd in Mechelen-Brussel.
  - 1965 - Paus Paulus VI sluit in Rome de vierde en laatste zitting van het Tweede Vaticaans Concilie.
  - 2003 - De joodse gemeente in Den Haag draagt het uit Rusland teruggekeerde archief, dat in de Tweede Wereldoorlog door de nazi's was gestolen, over aan het Haags Gemeentearchief.
  - 2015 - Buitengewoon Heilig Jaar van de Barmhartigheid.
- Sport
  - 1889 - Op initiatief van Pim Mulier wordt de Nederlandse Atletiek en Voetbalbond, de voorloper van de KNVB, opgericht.
  - 1985 - Marco van Basten maakt namens Ajax vijf doelpunten in 24 minuten in de wedstrijd tegen Sparta.
  - 1991 - Zwemster Inge de Bruijn wint de 50 meter vlinderslag in de nieuwe Europese recordtijd van 27,25 seconden bij de EK kortebaan in Gelsenkirchen.
  - 2002 - Nederland verliest in de finale van het WK hockey voor vrouwen op strafballen van Argentinië.
  - 2011 - Bert van Marwijk verlengt zijn contract als bondscoach van het Nederlands voetbalelftal met vier jaar.
  - 2015 - De Zuid-Afrikaanse atleet Oscar Pistorius wordt op borgtocht vrijgelaten, nadat hij een week eerder schuldig was bevonden aan de moord op zijn vriendin Reeva Steenkamp.
  - 2023 - Bij de Europese kampioenschappen kortebaanzwemmen in Otopeni (Roemenië) haalt Tes Schouten uit Nederland de eerste grote titel op een internationaal toernooi door de 200 meter schoolslag te winnen in een nieuwe Nederlandse recordtijd van 2.16,09. De Deense Thea Blomsterberg finisht als tweede en de Tsjechische Kristyna Horska wordt derde.[6]
  - 2023 - Op de 50 meter rugslag pakt de Nederlandse Kira Toussaint voor de derde keer op de winst bij de Europese kampioenschappen kortebaanzwemmen in Otopeni (Roemenië). De Zweedse Louise Hansson (26,23) en de Française Analia Pigrée (26,28) zwemmen naar de andere ereplaatsen terwijl de Nederlandse Tessa Giele haar race bekroont met een vijfde plaats.[6]
- Wetenschap en technologie
  - 1931 - Octrooi op coaxkabel verleend aan Lloyd Espenschied en Herman Affel.[1]
  - 1990 - De Galileo ruimtesonde die onderweg is naar de planeet Jupiter vliegt langs de Aarde om met behulp van de Aardse zwaartekracht een hogere snelheid te krijgen.[7]
  - 1992 - De Galileo ruimtesonde die onderweg is naar de planeet Jupiter vliegt een tweede keer langs de Aarde om met behulp van de Aardse zwaartekracht een hogere snelheid te krijgen.[7]
  - 1994 - Duitse wetenschappers van het Gesellschaft für schwerionenforschung (GSI) te Darmstadt creëren voor het eerst het element unununium.
  - 2006 - Introductie in Nederland van de nieuwste console van Nintendo, de (Nintendo) Wii.[1]
  - 2021 - Lancering van Sojoez MS-20 met de Japanse miljardair Yusaku Maezawa en cameraman Yozo Hirano, die worden vergezeld door kosmonaut Aleksandr Misoerkin, naar het ISS.[8]
  - 2022 - Conjunctie in rechte klimming van de Maan en de planeet Mars.[9] De hemellichamen benaderen elkaar daarbij zeer dicht.[10] Later bedekt de maan de planeet Mars.[11] Zowel Mars als de Maan zijn in oppositie met de zon en daardoor de gehele nacht waarneembaar.[12] In het geval van de Maan is er dan sprake van volle maan.[13] In Nederland zijn deze verschijnselen helemaal te volgen.
  - 2022 - Lancering van Gaofen-5-01A, een hyperspectrale aardobservatiesatelliet, met een Lange Mars 2D raket van China Aerospace Science Corporation (CASC) vanaf lanceerbasis Jiuquan LC-9.[14]
  - 2022 - Lancering van een Falcon 9 raket van SpaceX, vanaf Kennedy Space Center Lanceercomplex 39 voor de OneWeb #15 missie met 40 communicatiesatellieten die deel gaan uitmaken van de OneWeb constellatie.[15]
  - 2023 - Lancering van een Falcon 9 raket van SpaceX vanaf Vandenberg Space Force Base SLC-4E voor de Starlink group 7-8 missie met 22 Starlink satellieten.[16]

## Geboren

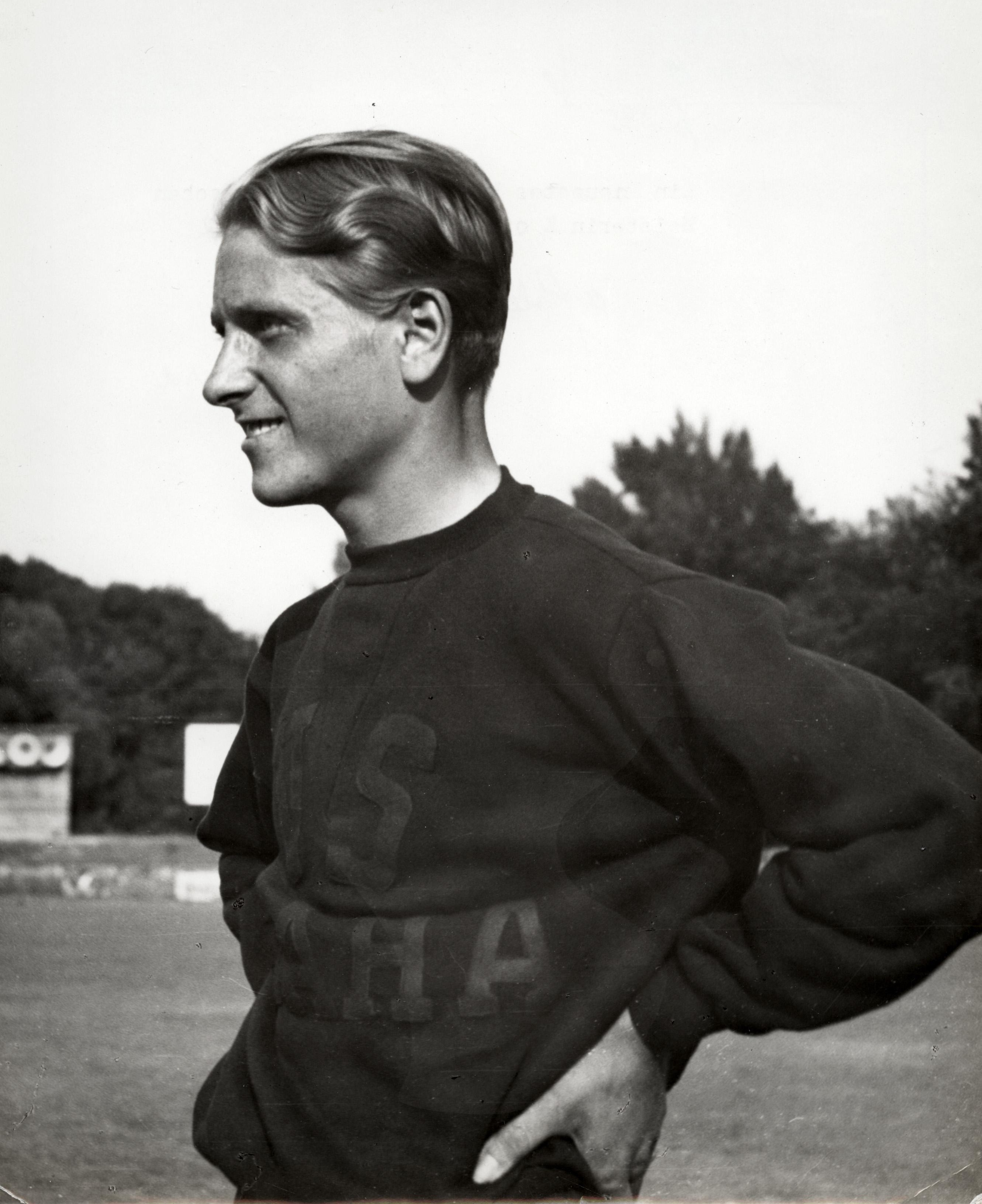
Zdeněk Koubek
geboren in 1913

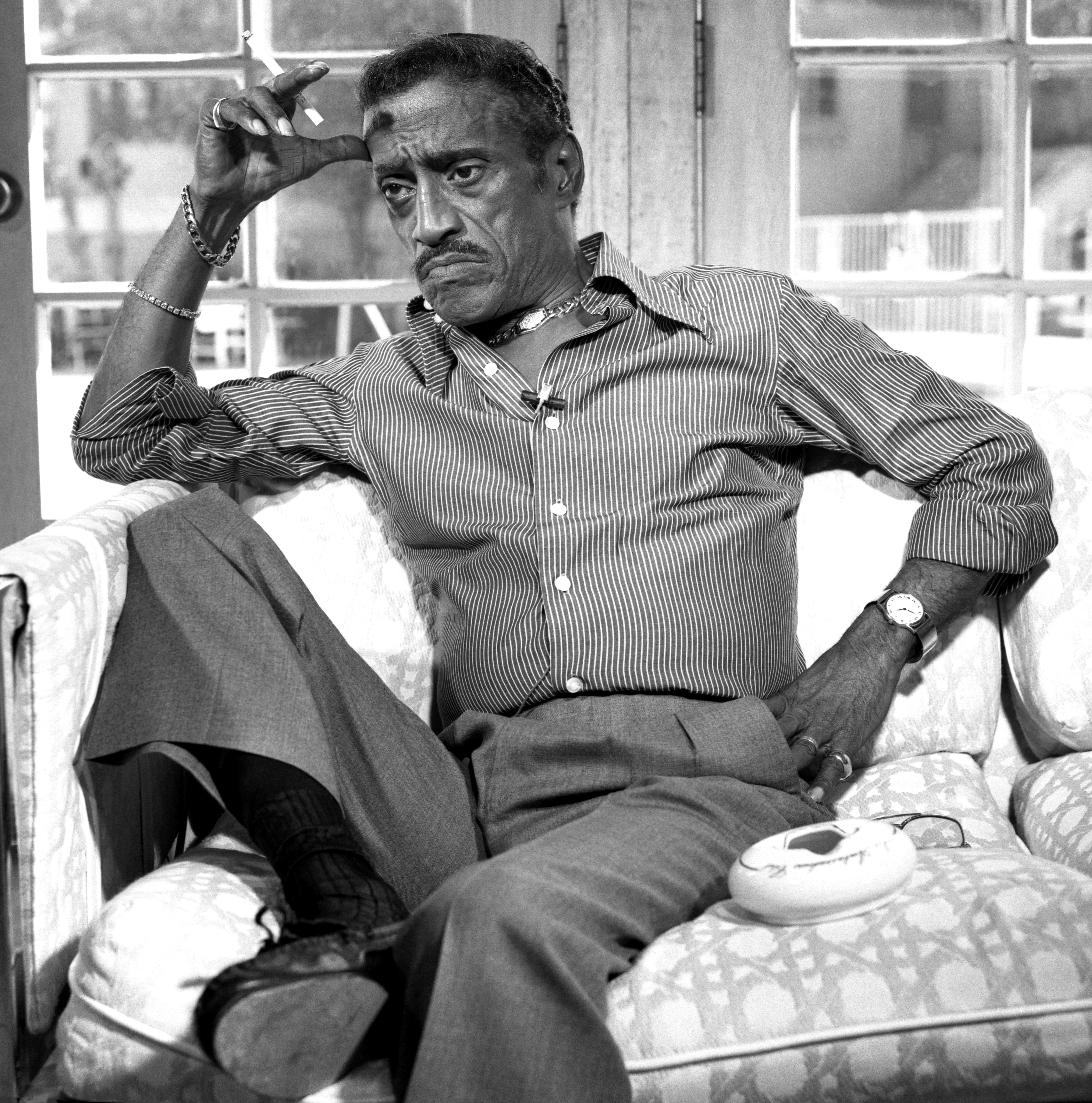
Sammy Davis jr.
geboren in 1925

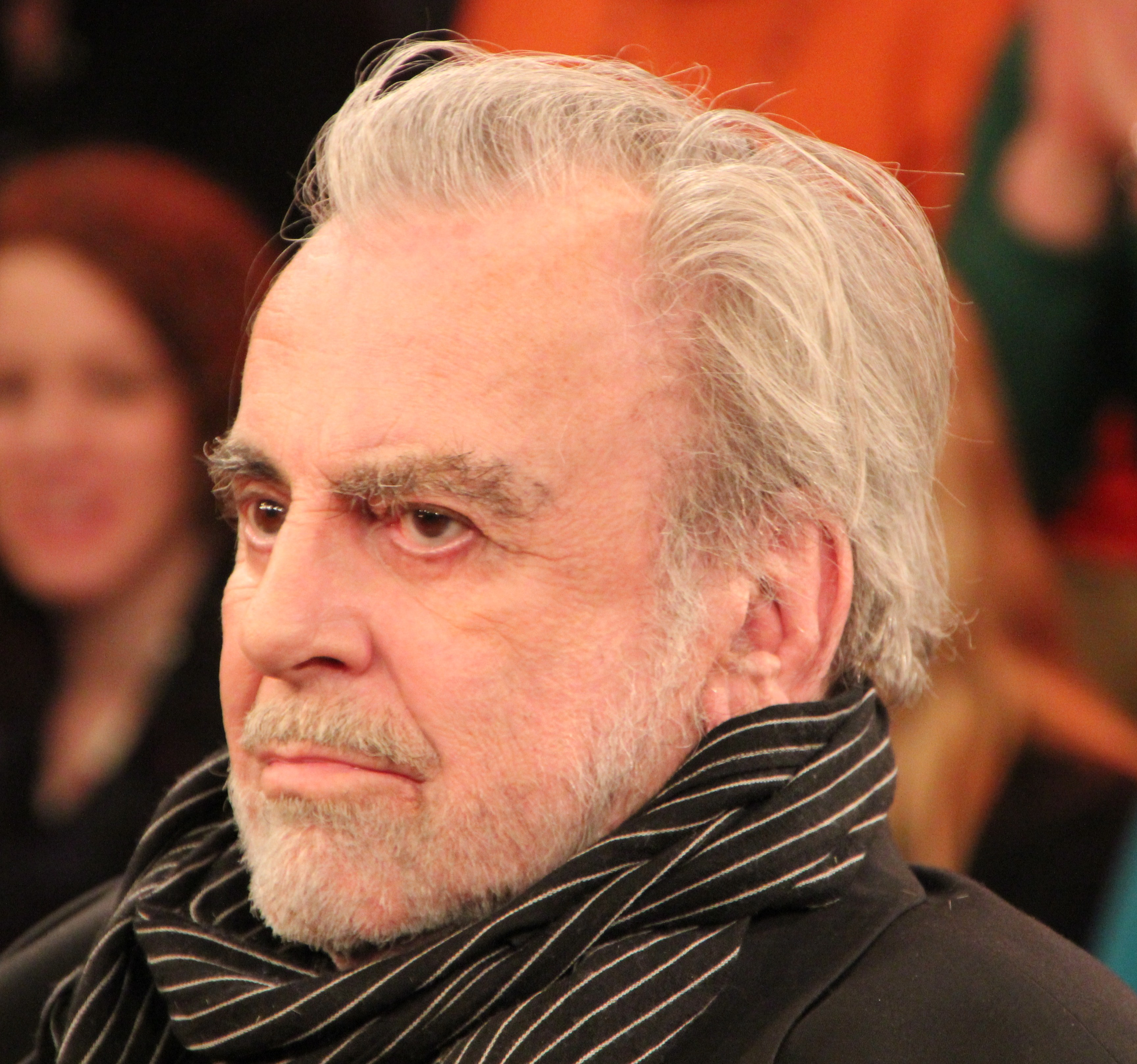
Maximilian Schell
geboren in 1930

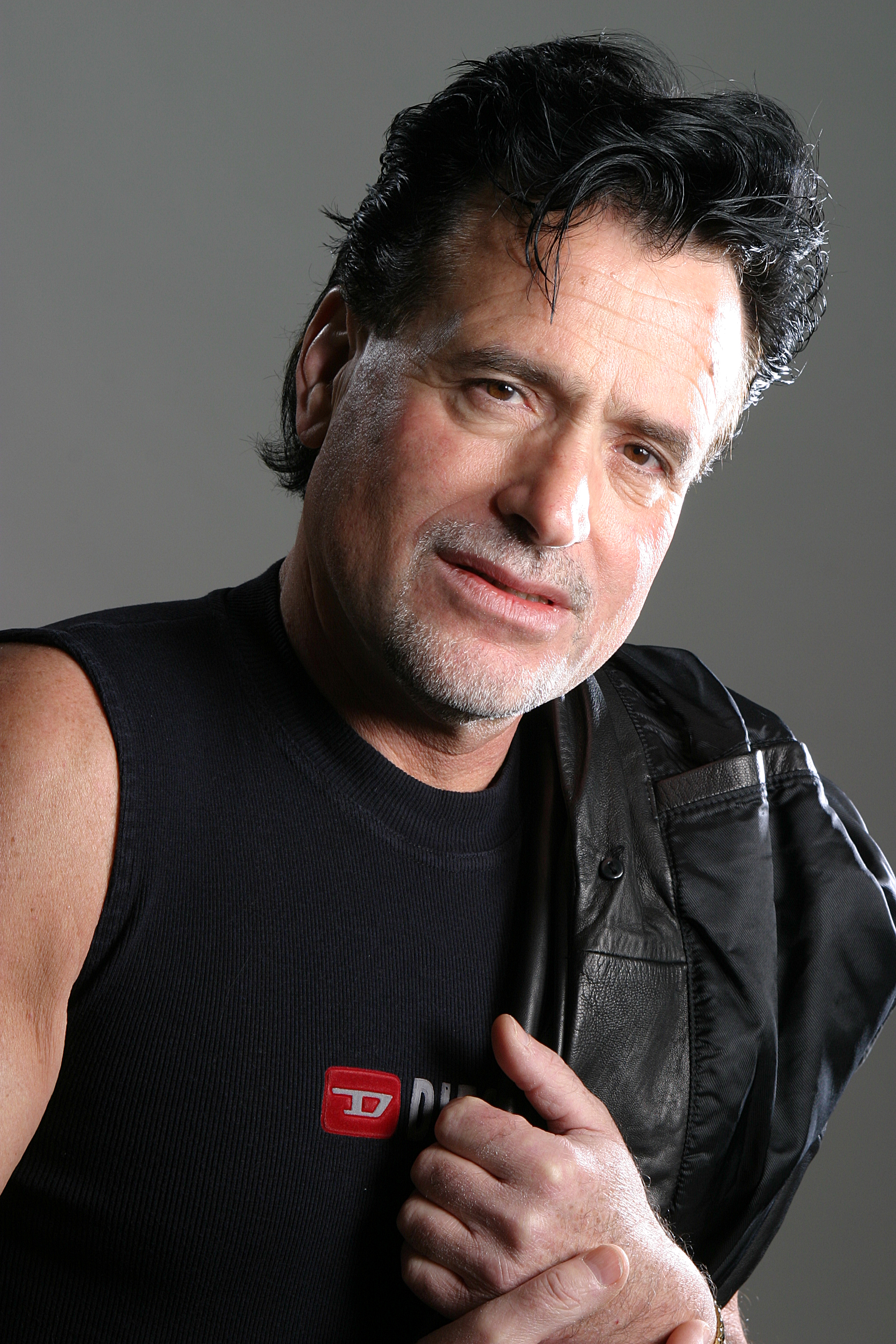
George Baker
geboren in 1944

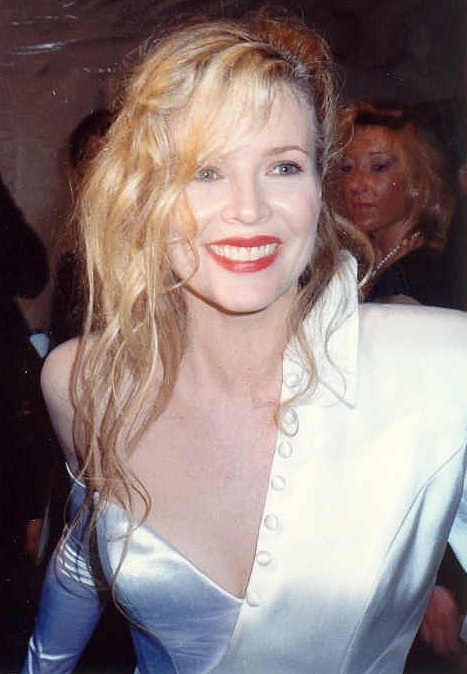
Kim Basinger (in 1990)
geboren in 1953

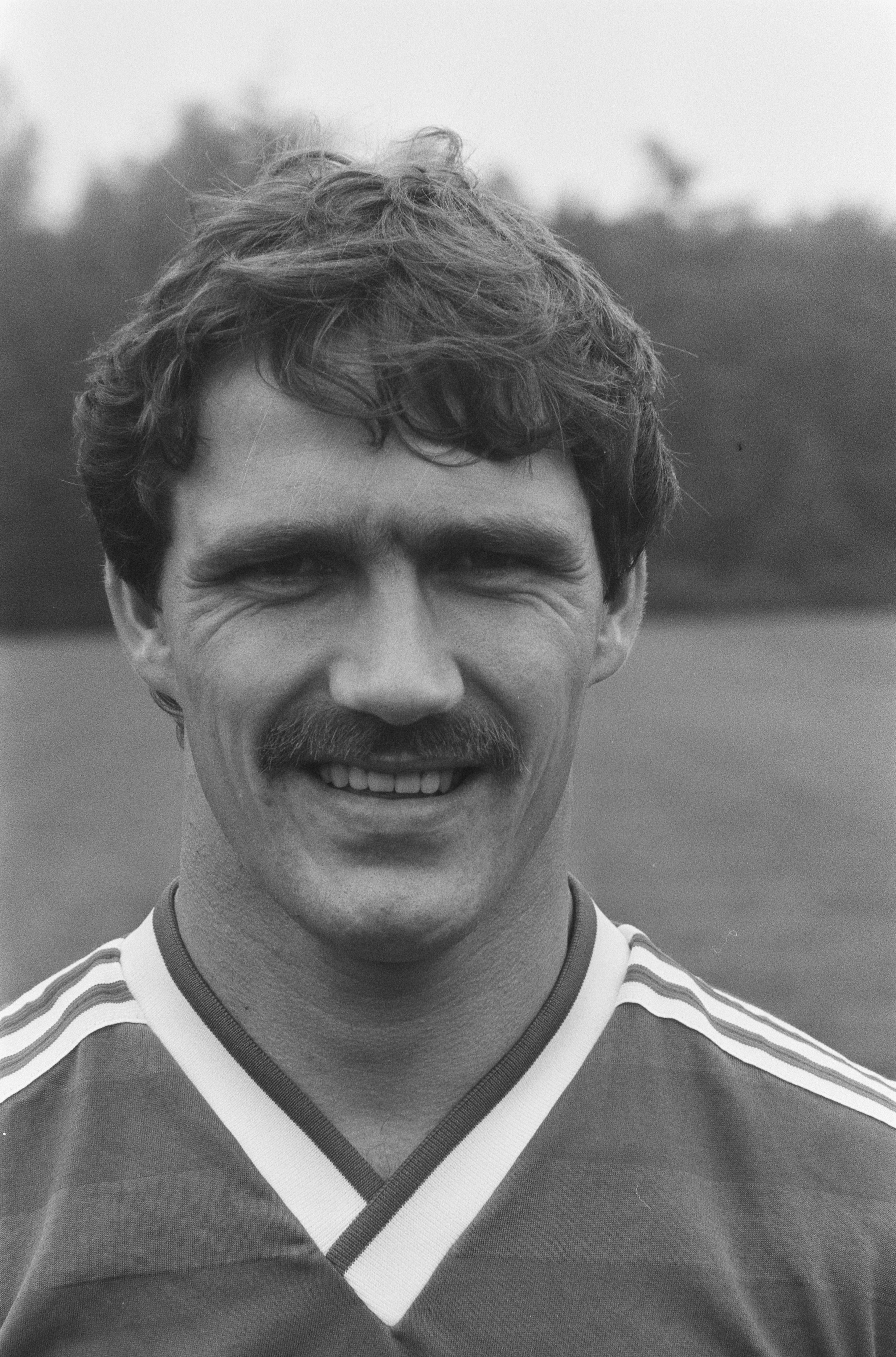
Berry van Aerle
geboren in 1962

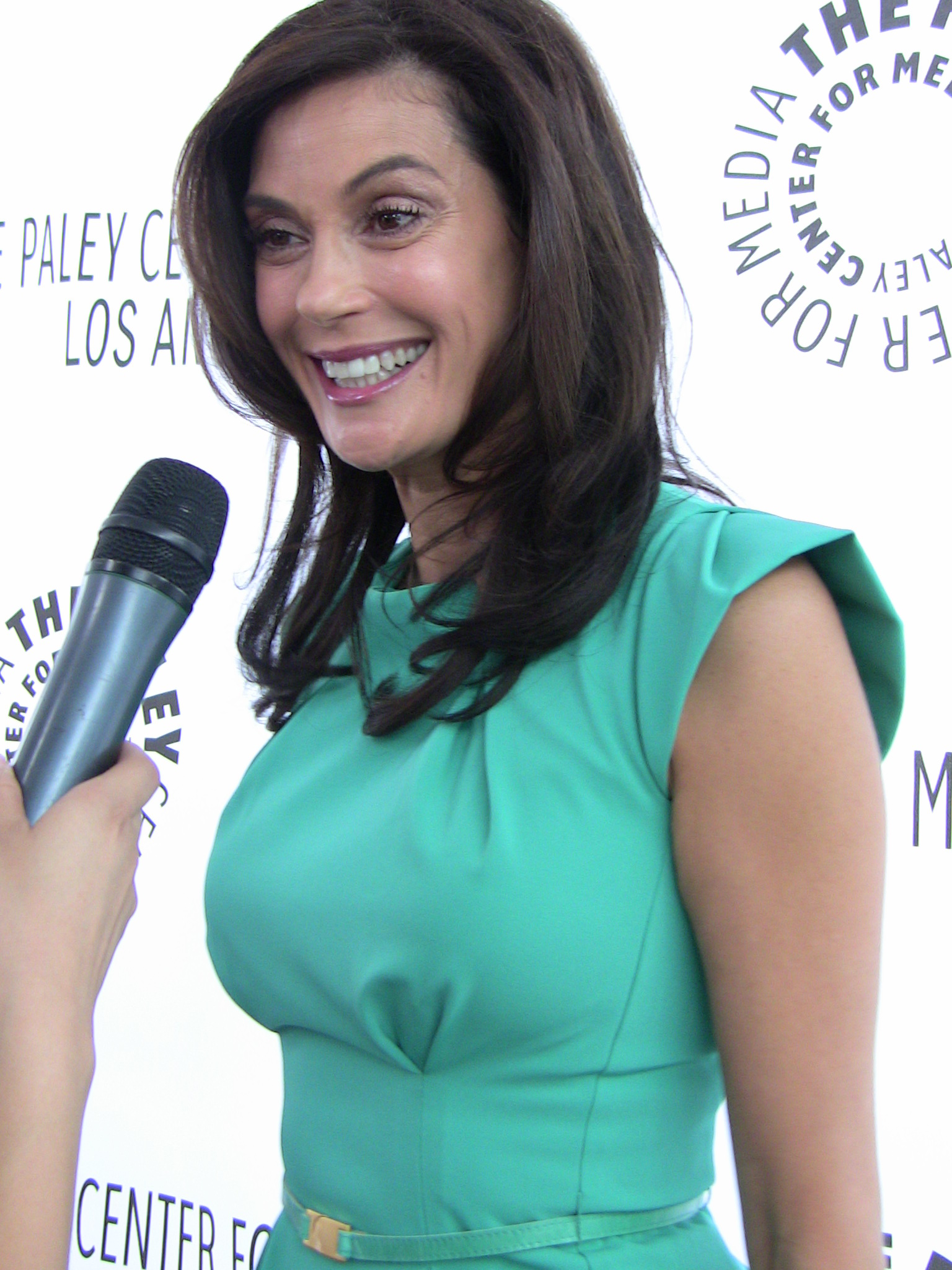
Teri Hatcher
geboren in 1964

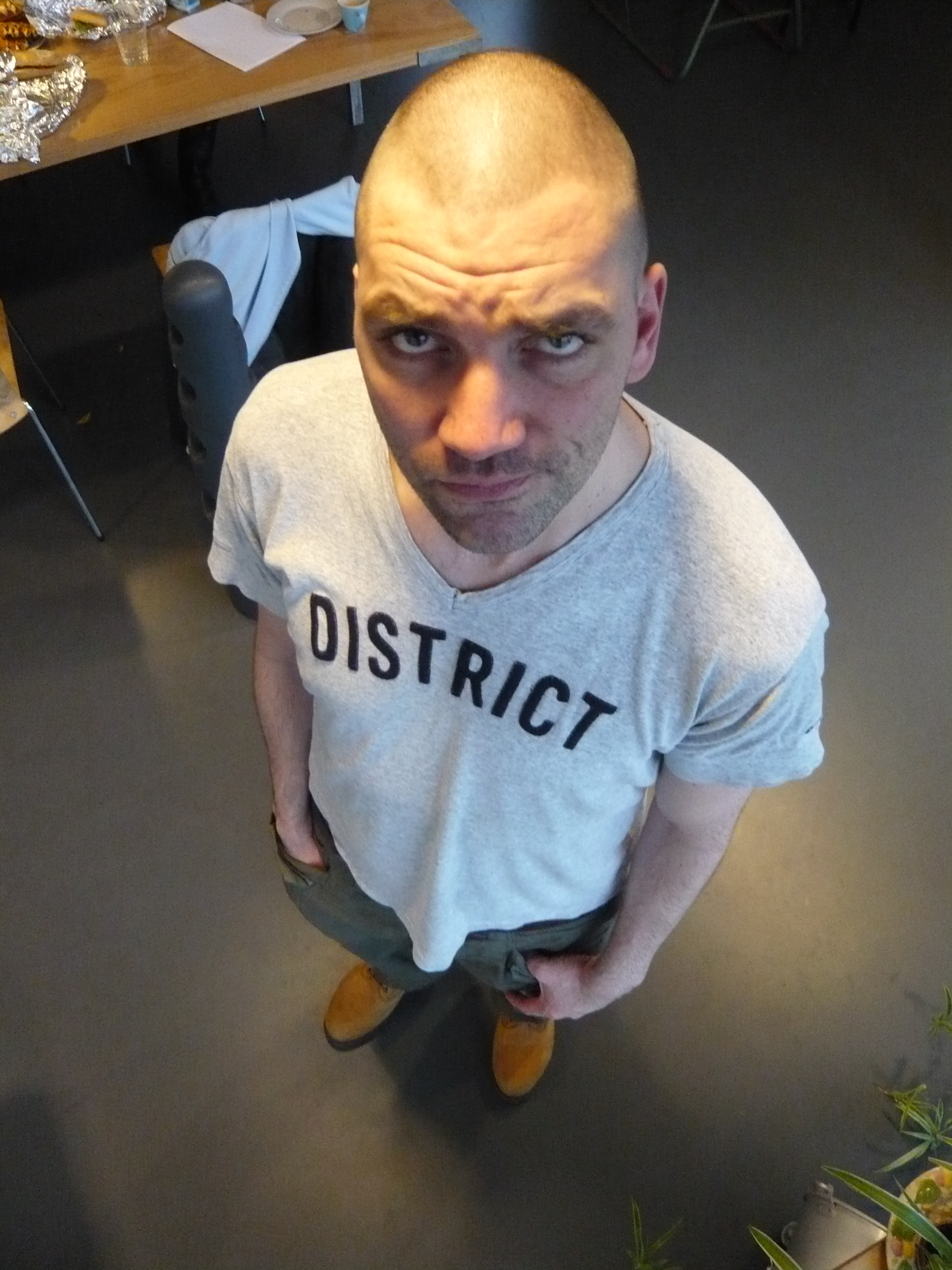
Theo Maassen
geboren in 1966

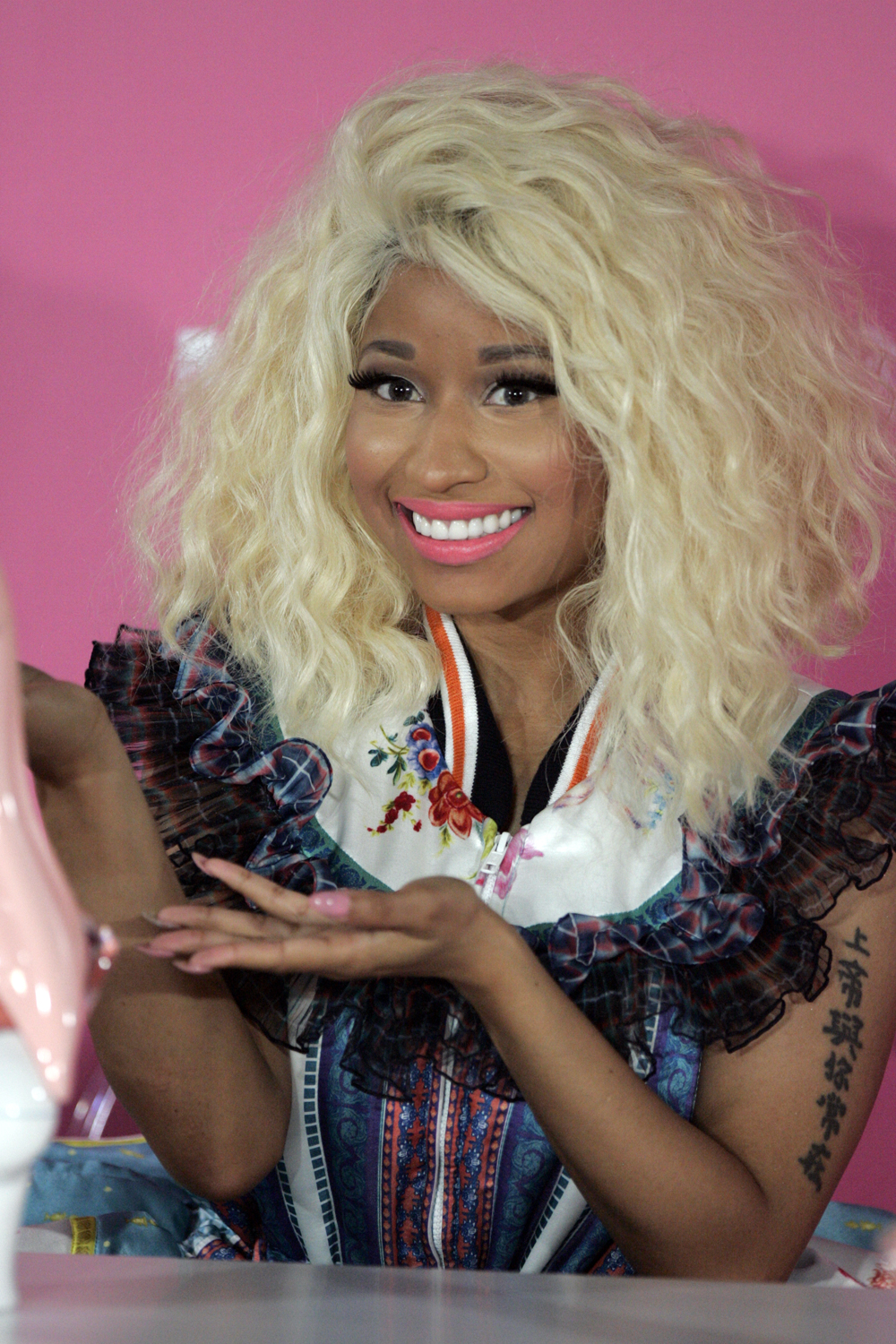
Nicki Minaj
geboren in 1982

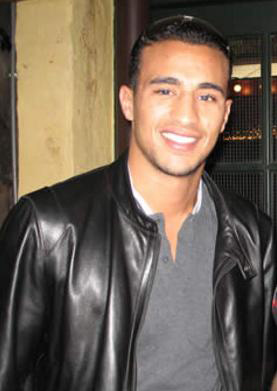
Badr Hari
geboren in 1984

- 65 v.Chr. - Horatius (Quintus Horatius Flaccus), Romeins dichter (overleden 8 v.Chr.)
- 1542 - Maria I, koningin van Schotland (overleden 1587)
- 1699 - Maria Josepha van Oostenrijk, aartshertogin van Oostenrijk (overleden 1757)
- 1708 - Frans I Stefan, vanaf 1745 keizer van het Heilige Roomse Rijk (overleden 1765)
- 1730 - Jan Ingenhousz, Nederlands fysioloog, botanicus (overleden 1799)
- 1765 - Eli Whitney, Amerikaans uitvinder (overleden 1825)
- 1815 - Adolph Menzel, Duits kunstschilder en graficus (overleden 1905)
- 1818 - Karel III, vorst van Monaco (overleden 1889)
- 1831 - John Brett, Engels kunstschilder (overleden 1902)
- 1832 - Bjørnstjerne Bjørnson, Noors schrijver, journalist en politicus (overleden 1900)
- 1837 - Gottlieb Ringier, Zwitsers politicus (overleden 1929)
- 1853 - Johan Barger, Nederlands dominee en moordenaar (overleden 1900)
- 1861 - William Durant, Amerikaans oprichter General Motors (overleden 1947)
- 1861 - Aristide Maillol, Catalaans-Frans beeldhouwer en kunstenaar (overleden 1944)
- 1861 - Georges Méliès, Frans filmmaker (overleden 1938)
- 1862 - Georges Feydeau, Frans toneelschrijver (overleden 1921)
- 1864 - Camille Claudel, Frans graficus (overleden 1943)
- 1865 - Jean Sibelius, Fins componist (overleden 1957)
- 1868 - Laurie Auchterlonie, Schots golfer (overleden 1948)
- 1878 - Walter Heitz, Duits generaal (overleden 1944)
- 1879 - Mariano San Miguel Urcelay, Spaans componist en klarinettist (overleden 1935)
- 1879 - Willem Wakker, Nederlands atleet (overleden 1959)
- 1882 - Manuel Ponce, Mexicaans componist (overleden 1948)
- 1886 - Diego Rivera, Mexicaans schilder (overleden 1957)
- 1890 - Bohuslav Martinů, Tsjechisch componist (overleden 1959)
- 1894 - Alfred Schlemm, Duits generaal (overleden 1986)
- 1894 - Elzie Segar, Amerikaans cartoonist (overleden 1938)
- 1896 - Wiepke Harm Timersma, Nederlands verzetsstrijder (overleden 1944)
- 1902 - Charles Hustinx, Nederlands politicus (overleden 1982)
- 1903 - Piet van Senus, Nederlands zwemmer (overleden 1968)
- 1905 - Cornelis Nagtegaal, Nederlands bestuurder (overleden 1994)
- 1906 - Edmond Kramer, Zwitsers voetballer (overleden 1945)
- 1906 - Franz Tielemans, Belgisch politicus (overleden 1962)
- 1907 - Frans van Schaik, Nederlands zanger (overleden 1990)
- 1908 - Concha Piquer, Spaans zangeres en actrice (overleden 1990)
- 1908 - Victor Broos, Belgisch architect (overleden 1980)
- 1911 - Lee J. Cobb, Amerikaans acteur (overleden 1976)
- 1913 - Zdeněk Koubek, Tsjecho-Slowaaks atleet (overleden 1986)
- 1914 - Ernst Hermanns, Duits beeldhouwer (overleden 2000)
- 1915 - Ernest Lehman, Amerikaans scenarioschrijver (overleden 2005)
- 1916 - Richard Fleischer, Amerikaans filmregisseur (overleden 2006)
- 1918 - Gérard Souzay, Frans zanger (overleden 2004)
- 1919 - Peter Tali Coleman, Amerikaans-Samoaans politicus (overleden 1997)
- 1919 - Gerard Dogger, Nederlands verzetsstrijder en militair (overleden 1985)
- 1919 - Kateryna Joesjtsjenko, Sovjet-Oekraïens informatica (overleden 2001)
- 1920 - Ivar Martinsen, Noors schaatser (overleden 2018)
- 1923 - André Wynen, Belgisch arts en verzetsstrijder (overleden 2007)
- 1924 - Ad Hazewinkel, Nederlands journalist en nieuwslezer (overleden 1994)
- 1924 - María Esther Zuno, Mexicaans presidentsvrouw (overleden 1999)
- 1925 - Sammy Davis jr., Amerikaans acteur en zanger (overleden 1990)
- 1925 - Arnaldo Forlani, Italiaans politicus; premier 1980/'81 (overleden 2023)
- 1925 - Henk Peeters, Nederlands beeldend kunstenaar (overleden 2013)
- 1926 - Azar Andami, Iraans arts en bacterioloog (overleden 1984)
- 1926 - Joachim Fest, Duits journalist en historicus (overleden 2006)
- 1927 - Patti Page, Amerikaans zangeres (overleden 2013)
- 1927 - Vladimir Sjatalov, Russisch kosmonaut (overleden 2021)
- 1928 - Ulrich Neisser, Duits psycholoog (overleden 2012)
- 1928 - Jimmy Smith, Amerikaans jazzorganist (overleden 2005)
- 1929 - Arnulf Rainer, Oostenrijks kunstschilder
- 1929 - Gérard de Villiers, Frans thrillerschrijver (overleden 2013)
- 1929 - Kees van Vugt, Nederlands roeier (overleden 2015)
- 1930 - Maximilian Schell, Oostenrijks acteur, filmregisseur en schrijver (overleden 2014)
- 1932 - Pieter Beelaerts van Blokland, Nederlands politicus (overleden 2021)
- 1932 - Charly Gaul, Luxemburgs wielrenner (overleden 2005)
- 1932 - Claus Luthe, Duits auto-ontwerper (overleden 2008)
- 1932 - Eusébio Scheid, Braziliaans kardinaal en aartsbisschop (overleden 2021)
- 1935 - Jan van Burgsteden, Nederlands hulpbisschop van Haarlem
- 1936 - David Carradine, Amerikaans acteur (overleden 2009)
- 1937 - James MacArthur, Amerikaans acteur (overleden 2010)
- 1937 - Eddy Jozefzoon, Surinaams raadsadviseur (overleden 2021)
- 1937 - Margot Werner, Oostenrijks balletdanseres, zangeres en actrice (overleden 2012)
- 1938 - John Agyekum Kufuor, Ghanees president
- 1939 - Jerry Butler, Amerikaans soulzanger en songwriter (overleden 2025)
- 1939 - Zvezdan Čebinac, Servisch-Zwitsers voetballer (overleden 2012)
- 1939 - James Galway, Brits fluitist
- 1939 - Jan van Houwelingen, Nederlands politicus (overleden 2013)
- 1941 - Viktor Anitsjkin, Sovjet voetballer (overleden 1975)
- 1941 - Randy Cunningham, Amerikaans politicus
- 1941 - Bobby Elliott, Brits drummer
- 1941 - Albert-Jan Evenhuis, Nederlands politicus (overleden 2011)
- 1941 - Geoff Hurst, Engels voetballer
- 1943 - Jim Morrison, Amerikaans zanger (overleden 1971)
- 1944 - George Baker, Nederlands zanger
- 1946 - Imbert Jebbink, Nederlands hockeyer en advocaat (overleden 2024)
- 1946 - John Rubinstein, Amerikaans acteur
- 1947 - Chava Alberstein, Israëlisch zanger
- 1947 - Gregg Allman, Amerikaans muzikant, zanger en songwriter (overleden 2017)
- 1947 - Jef Gabriels, Belgisch politicus
- 1947 - Margaret Geller, Amerikaans astronome
- 1948 - Andy Dalby, Brits gitarist
- 1948 - Ellen Ombre, Surinaams-Nederlands schrijfster
- 1949 - Mary Gordon, Amerikaans schrijfster
- 1949 - Nancy Meyers, Amerikaans filmregisseur en scenarioschrijfster
- 1949 - Ray Shulman, Brits muzikant (overleden 2023)
- 1950 - Rudy Englebert, Nederlands basgitarist (overleden 2023)
- 1950 - Dan Hartman, Amerikaans zanger, componist en producer (overleden 1994)
- 1951 - Kees Driehuis, Nederlands journalist en televisiepresentator (overleden 2019)
- 1951 - Terry McDermott, Engels voetballer
- 1951 - Eddy Van Mullem, Belgisch atleet
- 1953 - Kim Basinger, Amerikaans actrice
- 1954 - Louis de Bernières, Brits romanschrijver
- 1954 - Frits Pirard, Nederlands wielrenner
- 1954 - Pieter Storms, Nederlands televisieprogrammamaker en presentator
- 1955 - Ringo Lam, Hongkongs filmregisseur en -producent (overleden 2018)
- 1956 - Didier Christophe, Frans voetballer
- 1956 - Pierre Pincemaille, Frans organist (overleden 2018)
- 1958 - Michel Ferté, Frans autocoureur (overleden 2023)
- 1958 - Mirosław Okoński, Pools voetballer
- 1958 - Greet Rouffaer, Belgisch actrice
- 1959 - Gabriel Gómez, Colombiaans voetballer
- 1959 - Paul Rutherford, Brits popzanger
- 1961 - Marianne Selleger, Nederlandse zangeres
- 1962 - Berry van Aerle, Nederlands voetballer
- 1962 - Pauli Kiuru, Fins triatleet
- 1963 - Brian McClair, Schots voetballer
- 1963 - Éric Poulat, Frans voetbalscheidsrechter
- 1964 - Eric Aubijoux, Frans motorrijder (overleden 2007)
- 1964 - Jurgen van den Berg, Nederlands presentator
- 1964 - Theo ten Caat, Nederlands voetballer
- 1964 - Edith Demaertelaere, Belgisch atlete
- 1964 - Teri Hatcher, Amerikaans actrice
- 1964 - Óscar Ramírez, Costa Ricaans voetballer en voetbalcoach
- 1966 - Rim Banna, Palestijns zangeres (overleden 2018)
- 1966 - Les Ferdinand, Engels voetballer
- 1966 - Matthew Labyorteaux, Amerikaans acteur
- 1966 - Theo Maassen, Nederlands acteur en cabaretier
- 1966 - Tyler Mane, Amerikaans worstelaar en acteur
- 1966 - Sinéad O'Connor, Iers zangeres (overleden 2023)
- 1966 - Helena Vanloon, Belgisch actrice
- 1967 - Junkie XL, Nederlands dj en producer
- 1971 - Célio Alves Dias, Macaus autocoureur
- 1971 - Stephane Poulat, Frans triatleet
- 1972 - Cristian Castro, Mexicaans zanger
- 1973 - Corey Taylor, Amerikaans metal- en hardrockzanger (Slipknot, Stone Sour)
- 1976 - Danny Ildefonso, Filipijns basketballer
- 1976 - Dominic Monaghan, Engels acteur
- 1976 - Regina Romeijn, Nederlands presentatrice
- 1977 - Sébastien Chabal, Frans rugbyspeler
- 1977 - Matthias Schoenaerts, Belgisch acteur
- 1978 - Antonio Esfandiari, Iraans-Amerikaans pokerspeler
- 1978 - Ian Somerhalder, Amerikaans acteur
- 1979 - Robin Sharman, Engels wielrenner
- 1979 - Christian Wilhelmsson, Zweeds voetballer
- 1980 - Raško Katić, Servisch basketballer
- 1980 - Francis Mourey, Frans veldrijder en wegwielrenner
- 1981 - Azra Akın, Nederlands-Turks model
- 1981 - Marcel Huisman, Nederlands voetballer
- 1981 - David Martínez, Mexicaans autocoureur
- 1982 - Halil Altıntop, Turks voetballer
- 1982 - Hamit Altıntop, Turks voetballer
- 1982 - Stefán Kristjánsson, IJslands schaker (overleden 2018)
- 1982 - Nicki Minaj, Trinidadiaans-Amerikaans rapster
- 1982 - Noelle Pikus-Pace, Amerikaans skeletonster
- 1982 - Revy Rosalia, Nederlands voetballer
- 1982 - DeeDee Trotter, Amerikaans atlete
- 1983 - Utkarsh Ambudkar, Amerikaans acteur, zanger en rapper
- 1983 - Danny van Bakel, Nederlands voetballer
- 1983 - Valéry Mézague, Kameroens voetballer (overleden 2014)
- 1983 - Michael Fabbri, Italiaans voetbalscheidsrechter
- 1984 - Emma Green, Zweeds atlete
- 1984 - Sam Hunt, Amerikaans zanger
- 1984 - Badr Hari, Nederlands/Marokkaans kickbokser
- 1985 - Xavier Carter, Amerikaans atleet
- 1985 - Meagan Duhamel, Canadees kunstschaatsster
- 1985 - Dwight Howard, Amerikaans basketballer
- 1985 - Ignatas Konovalovas, Litouws wielrenner
- 1986 - Valentina Artemjeva, Russisch zwemster
- 1986 - Kate Voegele, Amerikaans singer-songwriter en actrice
- 1986 - Sheran Yeini, Israëlisch voetballer
- 1987 - Susanne Riesch, Duits alpineskiester
- 1988 - Hersony Canelón, Venezolaans baanwielrenner
- 1988 - Damien Marcq, Frans voetballer
- 1988 - Nil Montserrat, Spaans autocoureur
- 1988 - Simon van Velthooven, Nieuw-Zeelands baanwielrenner
- 1988 - Veronika Vítková, Tsjechisch biatlete
- 1989 - Alonso Edward, Panamees atleet
- 1989 - Matthew Jurman, Australisch-Engels voetballer
- 1989 - Daniel Schlager, Duits voetbalscheidsrechter
- 1992 - Edwin Cardona, Colombiaans voetballer
- 1992 - Moritz Leitner, Duits-Oostenrijks voetballer
- 1992 - Hysen Pulaku, Albanees gewichtheffer
- 1992 - Mario Seidl, Oostenrijks Noordse combinatieskiër
- 1992 - Katie Stevens, Amerikaans actrice en zangeres
- 1993 - Mack Darragh, Canadees zwemmer
- 1993 - Joyciline Jepkosgei, Keniaans atlete
- 1993 - AnnaSophia Robb, Amerikaans actrice
- 1994 - Cyriel Dessers, Nigeriaans-Belgisch voetballer
- 1994 - Raheem Sterling, Engels voetballer
- 1995 - Racine Coly, Senegalees voetballer
- 1995 - Jordon Ibe, Engels voetballer
- 1995 - Daan Ibrahim, Nederlands voetballer
- 1995 - Álex Rins, Spaans motorcoureur
- 1996 - Maximilian Eggestein, Duits voetballer
- 1996 - Scott McTominay, Schots-Engels voetballer
- 1998 - Matthew Wilson, Australisch zwemmer
- 1999 - Halil Dervişoğlu, Nederlands-Turks voetballer
- 1999 - Reece James, Engels voetballer
- 1999 - Pieter Sisk, Belgisch atleet
- 2001 - Marouan Azarkan, Nederlands-Marokkaans voetballer
- 2001 - Denilho Cleonise, Nederlands-Surinaams voetballer
- 2001 - Rachel Kleine, Nederlands voetbalster

## Overleden

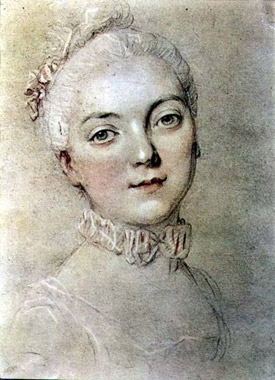
Madame du Barry
overleden in 1793

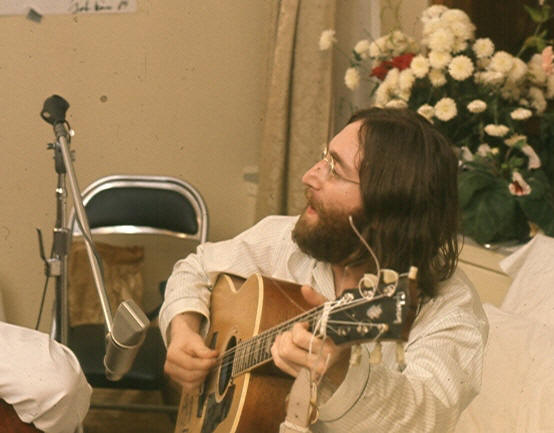
John Lennon
overleden in 1980

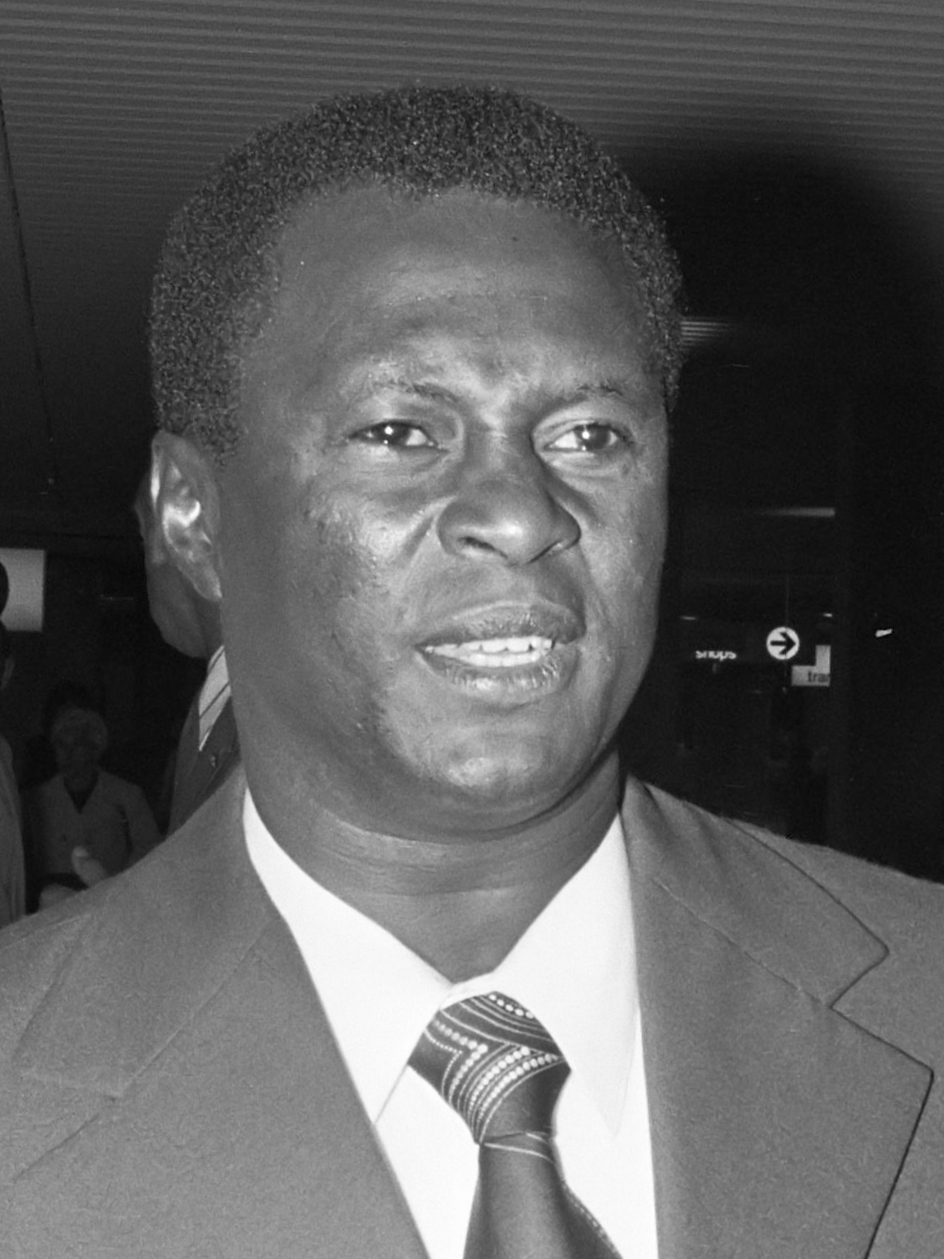
Eddy Hoost
overleden in 1982

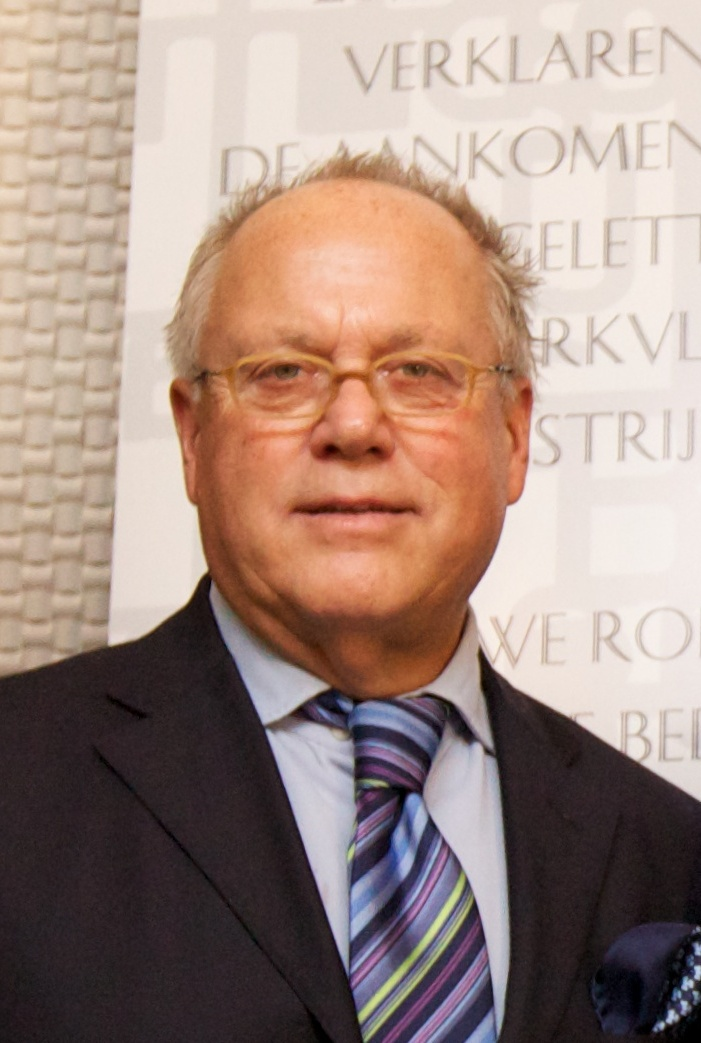
Joop Braakhekke
overleden in 2016

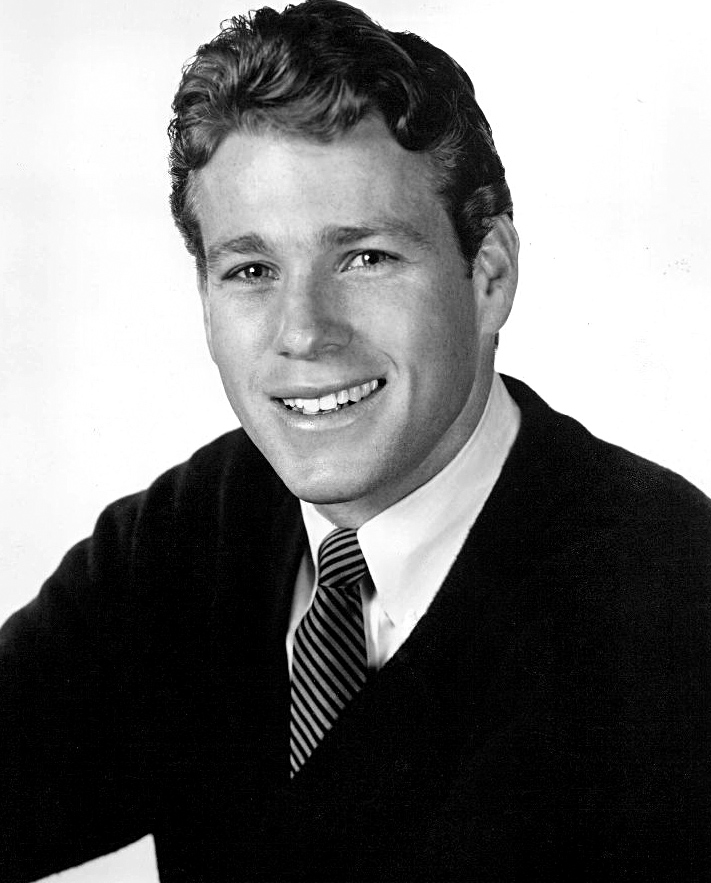
Ryan O'Neal
overleden in 2023

- 855 - Drogo van Metz (54), Frankisch aartsbisschop
- 899 - Arnulf van Karinthië (49), koning van Oost-Francië en Lotharingen
- 1626 - John Davies, Engels dichter
- 1632 - Philippus Lansbergen (71), Belgisch astronoom
- 1793 - Madame du Barry (50), maîtresse van Lodewijk XV van Frankrijk
- 1818 - Karel van Baden (32), groothertog van Baden
- 1830 - Benjamin Constant (63), Frans staatsman en schrijver
- 1831 - James Hoban (69), architect van Het Witte Huis
- 1864 - George Boole (49), Brits wiskundige
- 1859 - Thomas de Quincey (74), Brits schrijver
- 1875 - Leopold III van Lippe (54), vorst van Lippe
- 1899 - Max Lange (67), Duits schaker
- 1914 - Maximilian von Spee (53), Duits admiraal
- 1939 - Robert Deveen (51), Belgisch voetballer
- 1943 - Harry Blaauw (20), Nederlands zeeman
- 1945 - Adolphe Engers (61), Nederlands acteur
- 1955 - Hermann Weyl (70), Duits wiskundige
- 1957 - Grigori Fedotov (41), Sovjet voetballer
- 1965 - André Rosseel (41), Belgisch wielrenner
- 1967 - Max Jacob (79), Duits poppenspeler
- 1969 - Jant Smit (50), Nederlands beeldhouwer
- 1977 - Santiago Fonacier (92), Filipijns geestelijke, politicus en journalist
- 1977 - Carlos Rafael Rodríguez (84), Cubaans schrijver
- 1977 - Coen van Veenhuijsen (91), Nederlands atleet
- 1978 - Golda Meïr (80), Israëlisch diplomaat en politicus
- 1980 - John Lennon (40), Brits muzikant
- 1981 - Ferruccio Parri (91), Italiaans politicus
- 1982 - John Baboeram (31), Surinaams advocaat[a]
- 1982 - Bram Behr (31), Surinaams journalist[a]
- 1982 - Cyrill Daal (46), Surinaams vakbondsleider[a]
- 1982 - Kenneth Gonçalves (42), Surinaams advocaat[a]
- 1982 - Bertus de Harder (62), Nederlands voetballer en voetbaltrainer
- 1982 - Eddy Hoost (48), Surinaams advocaat[a]
- 1982 - André Kamperveen (58), Surinaams journalist, oud-minister[a]
- 1982 - Gerard Leckie (39), Surinaams universitair docent[a]
- 1982 - Sugrim Oemrawsingh (42), Surinaams universitair docent[a]
- 1982 - Lesley Rahman (28), Surinaams journalist[a]
- 1982 - Soerinder Rambocus (29), Surinaams militair[a]
- 1982 - Harold Riedewald (49), Surinaams advocaat[a]
- 1982 - Jiwansingh Sheombar (25), Surinaams militair[a]
- 1982 - Jozef Slagveer (42), Surinaams journalist[a]
- 1982 - Robby Sohansingh (27), Surinaams zakenman[a]
- 1982 - Frank Wijngaarde (43), Nederlands-Surinaams journalist[a]
- 1985 - Ermenegildo Florit (84), Italiaans kardinaal-aartsbisschop van Florence
- 1987 - Christina van Druten-Hoogakker (111), eerste 111-jarige persoon in Nederland
- 1991 - Agaath Doorgeest (77), Nederlands atlete
- 1994 - Antônio Carlos Jobim (67), Braziliaans musicus
- 2000 - Ionatana Ionatana (62?), Tuvaluaans politicus
- 2001 - Jef Dominicus (88), Nederlands wielrenner
- 2003 - Rubén González (84), Cubaans pianist
- 2004 - Dimebag Darrell (38), Amerikaans gitarist
- 2005 - Jacques Hogewoning (80), Nederlands jurist en sportbestuurder
- 2007 - Roger King (63), Amerikaans televisieproducent
- 2008 - Kerryn McCann (41), Australisch atlete
- 2008 - Xavier Perrot (76), Zwitsers autocoureur
- 2009 - Pieter Leys (84), Belgisch politicus
- 2009 - Yosef Hayim Yerushalmi (77), Amerikaans historicus
- 2011 - Zelman Cowen (92), Australisch politicus
- 2011 - Vinko Cuzzi (72), Kroatisch voetballer
- 2011 - Roman Simakov (27), Russisch bokser
- 2013 - Lynne Kieran (53), Brits zangeres
- 2013 - Jaap van der Lee (95), Nederlands burgemeester
- 2013 - Mado Maurin (98), Frans actrice en comédienne
- 2014 - Eric Boot (92), Nederlands kunstenaar
- 2014 - Knut Nystedt (99), Noors componist, dirigent en organist
- 2015 - Jokelyn Tienstra (45), Nederlands handbalster en kaatster
- 2015 - Douglas Tompkins (72), Amerikaans ondernemer en natuurbeschermer
- 2016 - Ariane Amsberg (86), Nederlands actrice, auteur en feministe
- 2016 - Joop Braakhekke (75), Nederlands horecaondernemer en tv-kok
- 2016 - John Glenn (95), Amerikaans militair, ruimtevaarder en politicus
- 2016 - Martin Kok (49), Nederlands crimineel en misdaadverslaggever
- 2016 - Joseph Mascolo (87), Amerikaans acteur
- 2016 - Peter van Straaten (81), Nederlands tekenaar, cartoonist en schrijver
- 2017 - Bob Vansant (63), Belgisch psychotherapeut
- 2018 - Ljoedmila Aleksejeva (91), Russisch historica en mensenrechtenactiviste
- 2018 - Evelyn Berezin (93), Amerikaans informaticadeskundige en onderneemster
- 2019 - Juice WRLD (21), Amerikaans rapper
- 2020 - Harold Budd (84), Amerikaans componist
- 2020 - Raffaele Pinto (75), Italiaans rallyrijder
- 2020 - Martin Ros (83), Nederlands uitgever, redacteur, radiopresentator, schrijver en publicist
- 2020 - Alejandro Sabella (66), Argentijns voetballer en voetbaltrainer
- 2020 - Kurt Stettler (88), Zwitsers voetballer en voetbaltrainer
- 2021 - Mustapha El Karouni (53), Belgisch politicus
- 2021 - Mitsutoshi Furuya (85), Japans mangaka
- 2021 - Lars Høgh (62), Deens voetballer
- 2021 - Blackjack Lanza (86), Amerikaans professioneel worstelaar
- 2021 - Robbie Shakespeare (68), Jamaicaans basgitarist en producer
- 2021 - Jan Stuifbergen (92), Nederlands politicus
- 2021 - Ralph Tavares (79), Amerikaans zanger (Tavares)
- 2021 - Skip Voogd (88), Nederlands popjournalist
- 2021 - Jacques Zimako (69), Frans voetballer
- 2022 - Patrick Delsemme (48), Belgisch snookerspeler
- 2023 - Peter-Michael Kolbe (70), Duits roeier
- 2023 - Ryan O'Neal (82), Amerikaans acteur
- 2023 - Felix Rhodius (78), Nederlands directeur
- 2024 - Şerif Gören (80), Turks filmregisseur
- 2024- Mark Langaman, geboren als Mark Lassoe (42), Surinaams-inheems cultuurdrager
- 2024 - Erwin Nypels (91), Nederlands politicus
- 2024 -Jan Segers (95), Belgisch componist, muziekpedagoog, dirigent, klarinettist, saxofonist en redacteur

## Viering/herdenking
- Katholieke kalender:

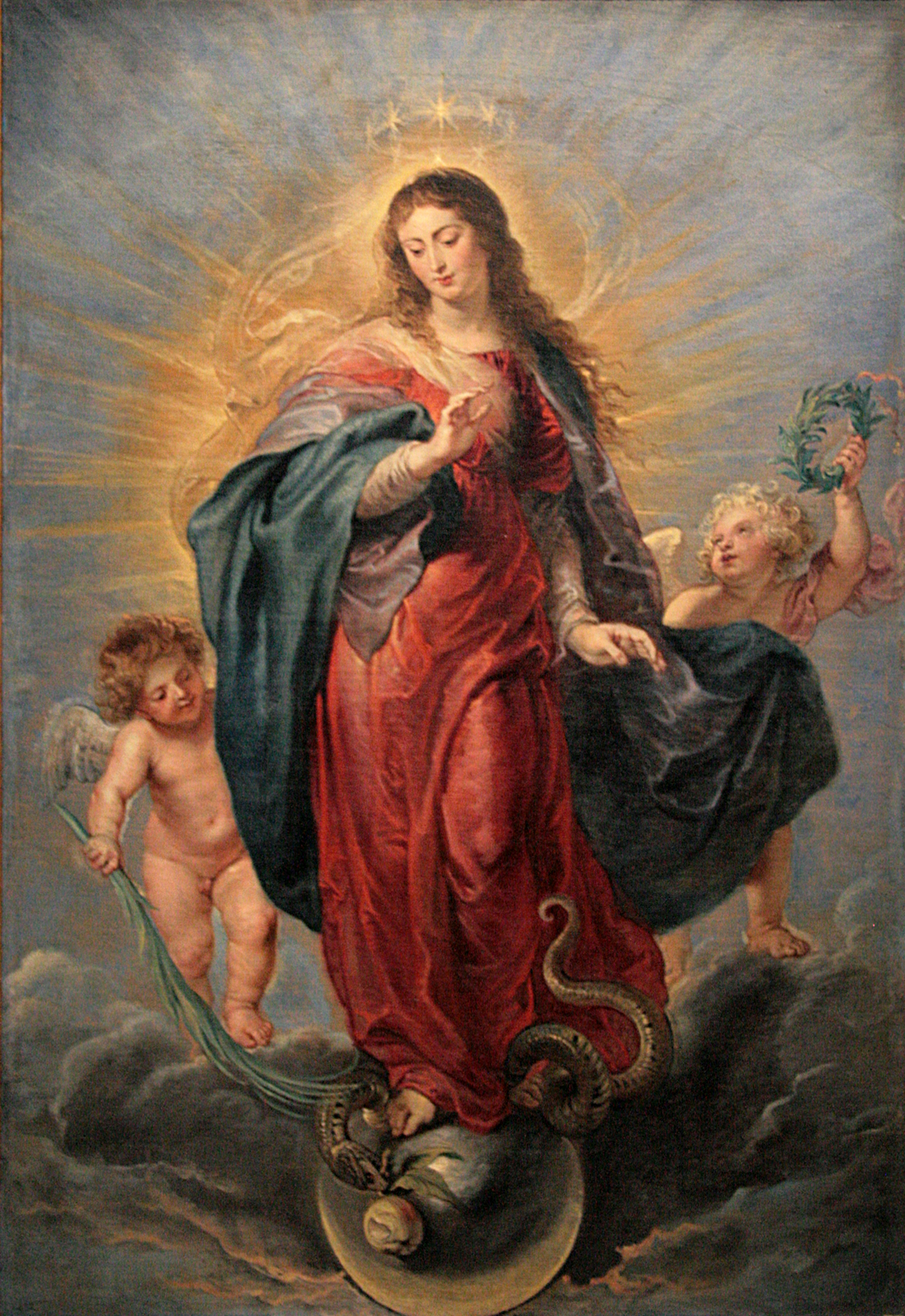
Onbevlekte Ontvangenis door Peter Paul Rubens

  - Onbevlekte Ontvangenis van Maria, Hoogfeest, officiële feestdag in: Portugal, Spanje, Oostenrijk, Italië, Malta en enkele kantons in Zwitserland
  - Heilige Romaric(us) van Remiremont († 653)
  - Heiligen Elfriede, Edith en Sabina van Caestre († 819)
  - Heilige Eucharius van Trier († 250-300)
  - Heilige Narcissa van Jezus († 1869)
  - Zalige Constantinus van Orval († 1145)
  - Pater Joris van Geel († 1652)

## Weerextremen

### Nederland
| | Officiële records | Officiële records | Officiële records |      | Landelijke records | Landelijke records | Landelijke records    |
| Gebeurtenis | Jaar              | Extreem           | Locatie           | Jaar | Extreem            | Locatie            |                       |
| --- | ----------------- | ----------------- | ----------------- | ---- | ------------------ | ------------------ | --------------------- |
| Laagste etmaalgemiddelde temperatuur (°C) | 1945              | −6,8              | De Bilt           |      | 1945               | −7,9               | Maastricht            |
| Hoogste etmaalgemiddelde temperatuur (°C) | 2000              | 12,2              | De Bilt           |      | 2000               | 12,9               | Woensdrecht           |
| Laagste minimumtemperatuur (°C) | 1945              | −9,8              | De Bilt           |      | 1998               | −13,5              | Hoogeveen             |
| Hoogste minimumtemperatuur (°C) | 2000              | 9,9               | De Bilt           |      | 2000               | 11,0               | Woensdrecht           |
| Laagste maximumtemperatuur (°C) | 1902              | −4,3              | De Bilt           |      | 1945               | −5,2               | Maastricht            |
| Hoogste maximumtemperatuur (°C) | 2000              | 14,9              | De Bilt           |      | 2000               | 16,0               | Maastricht            |
| Hoogste uurgemiddelde windsnelheid (m/s) | 1929              | 18,5              | De Bilt           |      | 1993               | 24,7               | Vlissingen            |
| Hoogste windstoot (m/s) | 1957              | 27,3              | De Bilt           |      | 1993               | 32,9               | Herwijnen, Vlissingen |
| Langste zonneschijnduur (uur) | 1922              | 6,9               | De Bilt           |      | 1924               | 7,2                | Maastricht            |
| Langste neerslagduur (uur) | 1994              | 11,6              | De Bilt           |      | 1974               | 19,4               | Twenthe               |
| Hoogste etmaalsom van de neerslag (mm) | 1907              | 17,2              | De Bilt           |      | 1957               | 22,8               | Eelde                 |
| Laagste etmaalgemiddelde relatieve vochtigheid (%) | 1945              | 69                | De Bilt           |      | 1962               | 57                 | Maastricht            |
| Laagste uurwaarde luchtdruk op zeeniveau (hPa) | 1954              | 977,3             | De Bilt           |      | 1954               | 973,5              | Vlissingen            |
| Hoogste uurwaarde luchtdruk op zeeniveau (hPa) | 1970              | 1043,0            | De Bilt           |      | 2001               | 1043,8             | Eelde                 |
| Officiële records worden altijd gemeten op het KNMI-weerstation in De Bilt. Landelijke records kunnen worden gemeten op elk officieel KNMI-weerstation in Nederland. |                   |                   |                   |      |                    |                    |                       |

Uitzonderlijke gebeurtenissen
- 1987 - Officieel laagste minimumtemperatuur in °C van december dit jaar gemeten in De Bilt: −7,7. Samen met 9 december
- 1998 - Officieel laagste minimumtemperatuur in °C van december dit jaar gemeten in De Bilt: −5,6
- 2000 - Laatste landelijke zachte dag van het jaar gemeten in Arcen, Eindhoven, Ell, Gilze-Rijen, Herwijnen, Maastricht, Rotterdam, Valkenburg ZH, Volkel, Westdorpe, Wilhelminadorp en Woensdrecht (maximumtemperatuur ≥ 15 °C op een officieel weerstation)
- 2012 - Officieel laagste minimumtemperatuur in °C van december dit jaar gemeten in De Bilt: −8,3

### België
Dagrecords
- 1871 - Laagste etmaalgemiddelde temperatuur −12,3 °C
- 2000 - Hoogste etmaalgemiddelde temperatuur 13,8 °C. Dit is de warmste dag ooit in de maand december.
- 1871 - Laagste minimumtemperatuur −16,9 °C
- 2000 - Hoogste maximumtemperatuur 14,1 °C
- 1901 - Hoogste etmaalsom van de neerslag 23,9 mm

<< · 1 · 2 · 3 · 4 · 5 · 6 · 7 · 8 · 9 · 10 · 11 · 12 · 13 · 14 · 15 · 16 · 17 · 18 · 19 · 20 · 21 · 22 · 23 · 24 · 25 · 26 · 27 · 28 · 29 · 30 · 31 · >>